# Харбауи, Хамди
Хамди Харбауи (араб. حمدي الحرباوي‎; родился 5 января 1985, Бизерта, Тунис) — тунисский футболист, нападающий. Выступал в сборной Туниса.

## Клубная карьера
Хамди начал карьеру в клубе «Эсперанс». В 2006 году он помог клубу выиграть чемпионат Туниса, а также дважды завоевал национальный кубок. В 2008 году Харбауи на правах аренды перешёл в бельгийский «Мускрон». После окончания её окончания он окончательно переехал в Бельгию, подписав контракт с клубом третьего дивизиона «Визе». За два сезона Хамди стал одним из лучших бомбардиром чемпионата забив 35 мячей.
В 2010 году он перешёл в «Ауд-Хеверле Лёвен» из второго дивизиона. Харбауи забил 25 мячей в 33 матчах, став лучшим бомбардиром и помог клубу выйти в Жюпиле лигу. Летом Хамди перешёл в «Локерен». 30 июля в матче против «Зюлте-Варегем» он дебютировал за новую команду. 24 сентября в поединке против «Мехелена» Хамди забил свой первый гол за «Локерен». В 2014 году он забил 22 мяча и стал лучшим бомбардиром чемпионата Бельгии.
Летом того же года Харбауи перешёл в «Катар СК». Сумма трансфера составила 2,5 млн евро. 28 августа в матче против «Аль-Ахли» он дебютировал в Старс лиге. 13 сентября в поединке против «Ас-Сайлии» Хамди сделал «дубль», забив первые голы за «Катар СК». 1 октября в матче против «Аль-Гарафы» Харбауи сделал хет-трик. В первых 15 матчах он забил 14 мячей. В конце 2015 года он вернулся в «Локерен». 7 мая 2016 года в матче против «Мехелена» Хамди сделал «покер».
Летом того же года Харбауи перешёл в итальянский «Удинезе», подписав контракт на три года. Спустя несколько месяцев, так и не сыграв ни одной игры за итальянский клуб, он вернулся в Бельгию, подписав соглашение с «Андерлехтом». В поединке против «Шарлеруа» Хамди дебютировал за новую команду, заменив во втором тайме Лукаша Теодорчика. 18 сентября в поединке против «Генка» Харбауи забил свой первый гол за «Андерлехт».
В начале 2017 года Хамди на правах аренды перешёл в «Шарлеруа». 20 января в матче против «Гента» он дебютировал за новый клуб. В поединке против «Остенде» Харбауи забил свой первый гол за «Шарлеруа». Летом он вернулся в «Андерлехт». В начале 2018 года Харбауи перешёл в «Зюлте-Варегем». 20 января в матче против «Мехелена» он дебютировал за новую команду. В этом же поединке Хамди забил свой первый гол за «Зюлте-Варегем».
С сезона 2019/20 он выступал за катарский «Аль-Араби». За клуб сыграл в 23 матчах лиги и 7 матчей за кубок. 16 ноября 2020 года сыграл последнюю игру за клуб в рамках 1/4 финала кубка.
В середине января 2021 года он вернулся в Бельгию и подписал контракт с клубом первого дивизиона «Мускрон-Перювельз» до конца сезона 2021/22.

## Международная карьера
27 мая 2012 года в товарищеском матче против сборной Руанды Хамди дебютировал за сборную Туниса. В этом же поединке он сделал «дубль», забив первые голы национальную команду.
В 2013 году Харбауи попал в заявку на участие в Кубке Африки в ЮАР. Он принял участие во встречах против Кот-д’Ивуара и Алжира.
12 июня 2017 года сыграл последнюю игру за сборную Туниса.

### Голы за сборную Туниса
| #   | Дата           | Место                                 | Противник             | Счёт | Результат | Соревнование                     |
| --- | -------------- | ------------------------------------- | --------------------- | ---- | --------- | -------------------------------- |
| 01. | 27 мая 2012    | Мустафа Бен Джаннет, Монастир, Тунис  | Руанда                | 2:0  | 5:1       | Товарищеский матч                |
| 02. | 27 мая 2012    | Мустафа Бен Джаннет, Монастир, Тунис  | Руанда                | 3:0  | 5:1       | Товарищеский матч                |
| 03. | 2 июня 2012    | Олимпийский стадион (Сус), Сус, Тунис | Экваториальная Гвинея | 2:1  | 3:1       | Чемпионат мира 2014 квалификация |
| 04. | 14 ноября 2012 | Олимпийский стадион (Сус), Сус, Тунис | Швейцария             | 1:1  | 1:2       | Товарищеский матч                |

## Достижения
Командные
 «Эсперанс»
- Чемпионат Туниса по футболу — 2005/06
- Обладатель Кубка Туниса — 2005/06, 2006/07

Индивидуальные
- Лучший бомбардир второй лиги Бельгии — 2010/11 (25 мячей)
- Лучший бомбардир Чемпионат Бельгии по футболу (3) — 2013/14 (22 мяча), 2017/18 (22 мяча), 2018/19 (25 мячей)